# Ali Omar (judoka)
Ali Omar (1 de octubre de 1994) es un deportista libio que compite en judo. Ganó una medalla de bronce en el Campeonato Africano de Judo de 2020 en la categoría de +100 kg.

## Palmarés internacional
| Campeonato Africano | Campeonato Africano       | Campeonato Africano | Campeonato Africano |
| Año                 | Lugar                     | Medalla             | Categoría           |
| ------------------- | ------------------------- | ------------------- | ------------------- |
| 2020                | Antananarivo (Madagascar) | Medalla de bronce   | +100 kg             |